# Anna Danesi
Anna Danesi (Brescia, 20 aprile 1996) è una pallavolista italiana, centrale della Pro Victoria.

## Carriera

### Club
Ha iniziato a giocare a pallavolo all'età di cinque anni, seguendo le orme della  sorella maggiore. Dopo essere approdata nel settore giovanile dell'Amatori Orago, si trasferisce in quello del Villa Cortese per un biennio.
Nella stagione 2013-14 gioca con il Volleyrò, in Serie B1, mentre nella stagione seguente fa parte della formazione federale del Club Italia, dove milita per un biennio, inizialmente in Serie A2 e poi esordendo in Serie A1. Viene quindi ingaggiata dall'Imoco nell'annata 2016-17: resta legata alla formazione di Conegliano per tre annate, nel corso delle quali si aggiudica due edizioni della Supercoppa italiana, una Coppa Italia e due scudetti.
Per il campionato 2019-20 si accasa per un triennio alla Pro Victoria vincendo la Coppa CEV 2020-21: lascia il club brianzolo nell'annata 2022-23, trasferendosi all'AGIL, con cui conquista la Challenge Cup. Per la stagione 2024-25 ritorna nuovamente alla Pro Victoria, sempre nella massima divisione.

### Nazionale
Fa parte della nazionale italiana under 18 che si aggiudica la medaglia d'oro al Torneo 8 Nazioni 2012 e che, in seguito, vince la medaglia d'argento al campionato europeo 2013, qualificandosi per il campionato mondiale 2013, chiuso al decimo posto; con la nazionale italiana under 20 vince invece la medaglia di bronzo campionato mondiale under 20 2015, ricevendo il riconoscimento quale miglior centrale del torneo.
Già convocata in nazionale maggiore dal commissario tecnico Marco Bonitta per uno stage in Germania alla fine del 2015, debutta in gara ufficiale nel gennaio 2016 durante le qualificazioni olimpiche europee, ottenendo il pass per i Giochi della XXXI Olimpiade, per i quali viene nuovamente convocata in seguito. Successivamente conquista la medaglia d'argento al World Grand Prix 2017 e al campionato mondiale 2018, seguita da quella di bronzo, nel 2019, al campionato europeo, torneo nel quale vince la medaglia d'oro nell'edizione 2021, insignita del riconoscimento come miglior centrale del torneo. Nel 2022 conquista la medaglia d'oro alla Volleyball Nations League e quella di bronzo al campionato mondiale, aggiudicandosi, in quest'ultimo caso, il premio come miglior centrale, mentre nel 2024 mette al collo l'oro alla Volleyball Nations League e ai Giochi della XXXIII Olimpiade di Parigi, dove è premiata anche come miglior centrale. Nel 2025 vince ancora una volta la medaglia d'oro alla Volleyball Nations League.

## Palmarès

### Club
- Campionato italiano: 2

2017-18, 2018-19
- Coppa Italia: 1

2016-17
- Supercoppa italiana: 2

2016, 2018
- Coppa CEV: 1

2020-21
- Challenge Cup: 1

2023-24

### Nazionale (competizioni minori)
- Torneo 8 Nazioni under 18 2012
- Campionato europeo under 18 2013
- Campionato mondiale under 20 2015
- Montreux Volley Masters 2018

### Premi individuali
- 2015 - Campionato mondiale under 20: Miglior centrale
- 2021 - Campionato europeo: Miglior centrale
- 2022 - Campionato mondiale: Miglior centrale
- 2024 - Giochi della XXXIII Olimpiade: Miglior centrale